# Лоутон Чайлз

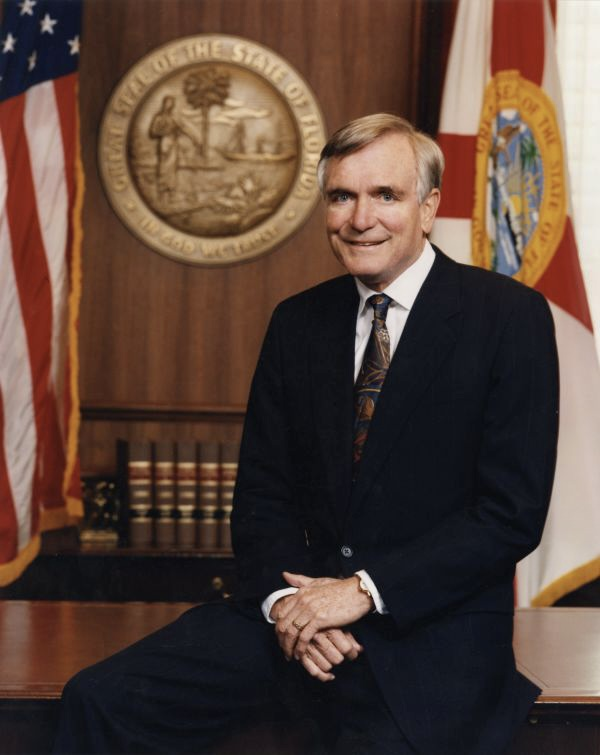
Лоутон Чайлз

Лоутон Майнор Чайлз-молодший (англ. Lawton Mainor Chiles, Jr.; нар. 3 квітня 1930, Лейкланд, Флорида — 12 грудня 1998, Таллахассі, Флорида) — американський політик-демократ. 41-й губернатор штату Флорида з 1991 по 1998 рр. З 1971 по 1989 рр. він представляв свій штат у Сенаті.
У 1952 р. він закінчив Університет Флориди, у 1955 р. здобув ступінь з права. Брав участь у Корейській війні. З 1955 р. він працював юристом у Лейкленді. Чайлз був членом Палати представників Флориди з 1958 по 1966 рр. і членом Сенату штату з 1966 по 1970 рр.